# Amylotheca
Amylotheca, biljni rod iz porodice ljepkovki smješten u tribus Elytrantheae. Postoje četiri vrste raširene od Tajlanda na jug preko Sumatre, Bornea i Nove Gvineje do Queenslanda i Novog Južnog Walesa, te u Novoj Kaledoniji i Vanuatuu.

## Vrste
1. Amylotheca acuminatifolia Barlow
2. Amylotheca dictyophleba (F.Muell.) Tiegh.
3. Amylotheca duthieana (King) Danser
4. Amylotheca subumbellata Barlow

## Sinonimi
- Aciella Tiegh.
- Arculus Tiegh.